# Elisabeth Jensen (Politikerin, 1877)
Elisabeth (Elise) Jensen (* 1. Januar 1877 in Uelzen; † 28. Mai 1924 in Bremerhaven) war eine Bremer Bürgerschaftsabgeordnete (SPD).

## Biografie
Jensen war die Tochter eines Arbeiters. Sie besuchte die Volksschule. Sie war seit 1899 die Frau eines Kieler Tischlers Heinrich Jensen (* 1872) und als Hausfrau tätig. Beide hatten vier Kinder. Sie lebte bis 1899 in Hamburg, dann bis 1911 in Kiel und ab 1911 in Bremerhaven, da ihr Mann als Gewerkschaftsangestellter und erster Parteisekretär in Bremerhaven und Bremen wirkte.
Politik
Jensen wurde vor 1907 Mitglied der SPD. In der Partei und in der Bremer Frauenbewegung nahm sie verschiedene Funktionen war. Ihr Mann war von 1914 bis 1933 Stadtverordneter in Bremerhaven und Stadtverordnetenvorsteher von 1919 bis 1925. Sie entwickelte eine eigenständige Position in der SPD und fiel durch ihre kämpferischen und sachkundigen Reden auf.
Jensen war nach dem Ersten Weltkrieg 1919/1920 Mitglied in der verfassunggebenden Bremer Nationalversammlung; auf der Liste der MSPD nahm sie den 2. Listenplatz in Bremerhaven ein. Von 1920 bis 1924 – also bis zu ihrem frühen Tod –  war sie Mitglied der Bremischen Bürgerschaft. Sie wirkte in der Deputation für das Gefängniswesen. Sie kandidierte 1920 erfolglos für den Reichstag im Wahlkreis 17 (Osthannover). Sozial- und frauenpolitische Themen waren der Schwerpunkt ihrer politischen Arbeit: Verbot der Kinderarbeit, Gleichstellung von Mann und Frau, Quotierung bei Mandaten, Haushaltungsschule, Wohnungsversorgung.
Ehrungen
- Die Elise-Jensen-Straße in Bremerhaven – Lehe wurde nach ihr benannt.